# Paul Delorme
Paul Maurice Delorme (Saint-Maurice, 26 de julio de 1868-XVI Distrito de París, 7 de diciembre de 1956) es un físico y químico que se convirtió en industrial tras participar en la fundación de la empresa Air Liquide en 1902, de la que fue el primer presidente, antes pasando las riendas del grupo a su hijo Jean Delorme, en 1945.

## Biografía

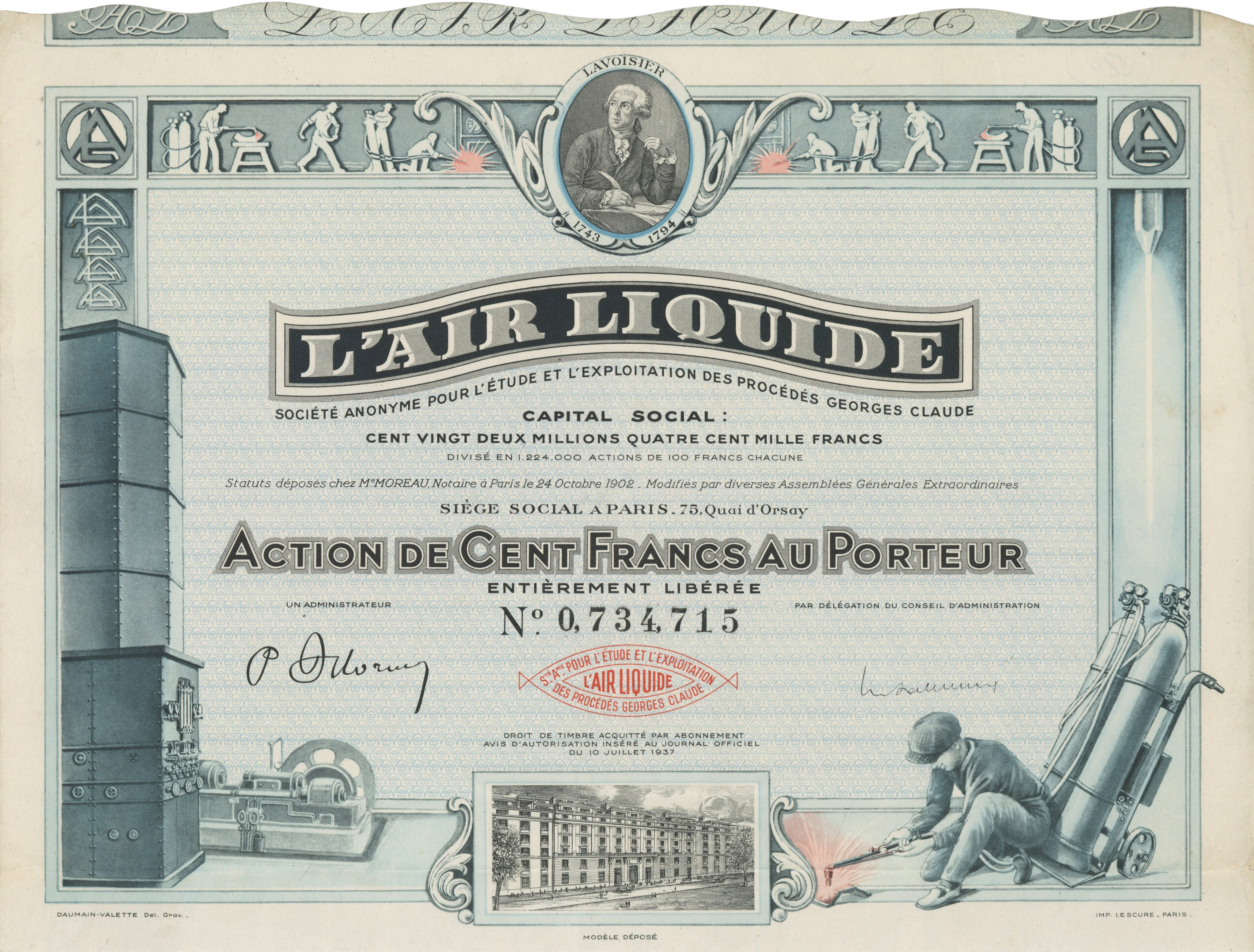
Acción de Air Liquide S.A. de 100 francos, emitida en París el 10 de julio de 1937, con firma de Paul Delorme como presidente de la empresa

Hijo de un industrial, Paul Delorme, es antiguo alumno de la ESPCI París. Su padre dirige una fábrica de encajes. Se convirtió en jefe del departamento de ventas de Thomson-Houston Electric Company cuando el ingeniero Georges Claude, su compañero de clase y amigo, desarrolló un proceso para licuar el aire con el fin de separar sus componentes. Paul Delorme y él invirtieron una suma inicial de 7.500 francos, gastados en la compra de un motor de aire comprimido, utilizado durante tres años, en una pequeña habitación del depósito de La Villette que la Compagnie Générale des Omnibus había puesto a su disposición.
En 1902, Paul Delorme reunió a 24 suscriptores, principalmente otros ingenieros, para apoyar financieramente el proyecto industrial, en forma de sociedad anónima, con un capital de 100.000 francos. La primera fábrica se abrió en Francia en 1905, seguida de otras cuatro.
A partir de 1906, encabezó la expansión internacional, en Bélgica, Italia, Japón y Hong Kong, y luego, en 1913, su salida a bolsa, entre los coulissiers. En 1910, envió a René Jacques Lévy a Canadá para crear una fábrica en tierra en los suburbios del este de Montreal, lo que fue un gran éxito, pero este último murió en el hundimiento del Titanic. En la década de 1920, el desarrollo de Air Liquide en China comenzó en Shanghai. Entre 1920 y 1929, Air Liquide recaudó 70 millones de francos mediante la emisión de acciones. Compuesta principalmente por ingenieros y técnicos, empieza a tener que contar con la presencia de pequeños transportistas, la mayoría de los cuales seguirán siendo relativamente fieles a la empresa.
Su hijo Jean Delorme asumió el cargo en 1945, luego se hizo a un lado y pasó a manos de su propio yerno, Édouard de Royère, en 1985.